# Светомир Јанковић
Светомир Јанковић (Округлица код Сврљига, 1940 — Франкфурт, 1991) био је прозни писац, есејиста и преводилац. Гимназију је завршио у Нишу а Филолошки факултет, Група за германистику, у Београду.
Један је од најталентованијих прозних писаца из круга нишких књижевника с краја педесетих и почетка шездесетих година. У том периоду, од своје шеснаесте до двадесет и пете године живота, написао је све своје приповетке, посветивши се касније преводилачком, есејистичком и научно-теоријском раду. Приче, есеји и преводи објављивани су му у нишким Народним новинама, часопису „Гледишта“, „Градини“, „Делу“, „Пољима“, „Студенту“, „Видицима“, „Стремљењима“, „Књижевности“, „Књижевној речи“ и „Књижевним новинама“.
На београдском Филолошком факултету, после завршетка студија, радио је као асистент и магистрирао са темом „Роман 'Човек без својстава' и проблем историјског тумачења песништва Роберта Музила“. Радио је потом на катедрама за славистику на универзитетима у Штутгарту и Франкфурту. Преминуо је 1991. године у Немачкој. Заступљен је у „Антологији нишких приповедача“ (приређивач Горан Максимовић) „Просвета“, Ниш, 2002.

## Дела

### Приповетке
- „Мали краљ туге“ (сабране приповетке), „Просвета“, Ниш, 1996.

### Књижевно-критички радови на српском
- 1. „Уметност и биће уметника“, Гледишта, Ниш, III, бр. 2-3, 1962. pp. 42-55.
- 2. „О Роберту Музилу“, Видици, Београд, XIII, бр. 98-99, 1965. pp. 10.
- 3. „Карактер Музилових Дневника, њихово место и улога у његовој теорији и приповедној пракси“. Радио Београд III, 08.08.1972, pp. 6 (типоскрипт).
- 4. „О ковању лажног новца“. Рецензија уз: Мирко Ковач, Моја сестра Елида. Роман, Видици (Београд), XIII, бр. 98-99, 1965. pp. 12.
- 5. „Роман Човек без својстава и проблем историјског тумачења Музилова песништва“. Магистарски рад Универзитет Београд (15.12.1975), XIII + 254 стр. (типоскрипт).
- 6. „Свесни утопизам Роберта Музила“, Дело, Београд, XXI, 1975, pp. 1545-1568.
- 7. Рецензија уз: Волфдитрих Снуре, Приповетке. Избор и превод с немачког: Марија Ђорђевић. Рад, Београд, 1976, pp. 3 (типоскрипт).
- 8. Рецензија уз: Franz K. Stanzel, Typische Formen des Romans. Göttingen, 1964. За: Радио Сарајево ИИИ. програм, 1977, pp. 3. (Типоскрипт).
- 9. Рецензија уз: Siegfried Lenz, Stadtgespräch. Роман. Рад (Београд), 1977, С. 3. (Типоскрипт).
- 10. Рецензија уз: Friedrich Hebbel, Maria Magdalene. Грађанска трагедија у три чина. За: Позориште „Атеље 212“, 1977. pp. 3.
- 11. Рецензија уз: Bertold Brecht, Die Tage der Commune. Драма у 14 слика. За: ТВ Београд, II програм, 1977. pp. 4 (типоскрипт).
- 12. Рецензија уз: Hermann Broch, Dichten und Erkennen. Essays. Бд. И (Изд. Hannah Arendt). Zürich, 1954. (Песниство и сазнање. Есеји). За: Градина, Ниш, 1977, pp. 5. (типоскрипт).
- 13. „Роман и проблеми његове типологије“. (Проширена верзија бр. 31), Градина, Ниш, XVI, бр. 8-9, 1981. pp. 52-60.
- 14. „Наговеставање“. Чланак у : Речник књижевних термина. Нолит, Београд, 1985, pp. 459-460.
- 15. „Универзална аналогија“. Чланак у: Речник књижевних термина. Нолит, Београд, 1985, pp. 845-846.

### Књижевно-критички радови на немачком језику
- 1. „Zum Problem der erzählerischen Integration im polyhistorischen Roman. An Beispielen von Brochs Schlafwandlern, Gides Falschmünzern, Manns Zauberberg und Musils Mann ohne Eigenschaften. Предавање у оквиру Међународног течаја за германисте у Халеу (Иточна Немачка), 26.07.1978.
- 2. „Robert Musil zwischen Nietzsche und Mach. Zur Erhellung lebensphilosophischer und neupositivistischer Ansätze von Musils Poetologie“.Предавање у оквиру Трећег међународног колоквијума Међународног друштва Роберта Музила (IRMG), Луксембург 08.06.1979. Исто: 25.08.1983 на Међународном летњем семинаруРоберта Музила у Клагенфурту, Аустрија.
- 3. „Utopie als Wirkungskonzept im Mann ohne Eigenschaften.“ Реферат на Међународном симпозијуму поводом 100. рођендана Роберта Музила, у Берлину, 02.11.1980.
- 4. „Utopie als Wirkungskonzept. Methodischer Versuch zu dem im Mann ohne Eigenschaften strukturierten utopischen Konzept am Beispiel der Urlaubsmetapher.“ Проширена верзија у: Sprachästhetische Sinnvermittlung. (Robert Musil-Symposion Berlin 1980). Hrsg. D. P. Farda, U. Karthaus (= Europäische Hochschulschriften I, Bd. 493), Frankfurt/Main, Bern 1982. pp. 197-228.
- 5. „Krlezas humanistische Sendung“. Рецензија уз Athenäum издање романа и приповедака Мирослава Крлеже. Königstein 1984. За: Hessischer Rundfunk II програм, 10.03.1985. (типоскрипт).
- 6. „Scheidewege der modernen serbischen Lyrik im 20. Jahrhundert.“ (Izbor, prepev i interpretacija moderne srpske lirike 1903. – 1983.g.) Za: Hessischer Rundfunk II програм, 12. – 18.12.1988. Емисија „Алтернатива“, „Недеља југословенске културе“ (типокрипт).
- 7. Јован Дучић, „Сат“ (1903). Интерпретација. За: Hessischer Rundfunk II програм, 12.12.1988. (типоскрипт).
- 8. Милош Црњански, „Суматра“ (1920). Интерпретација. За: Hessischer Rundfunk II програм, 13.12.1988. (типоскрипт).
- 9. Васко Попа, „Свиња“ (1953). Интерпретација. За: Hessischer Rundfunk II програм, 14.12.1988. (типоскрипт).
- 10. Петар Цветковић, „Меланхолија“ (1981). Интерпретација. За: Hessischer Rundfunk II програм, 15.12.1988. (типоскрипт).
- 11. Миодраг Станисављевић, „Еуридика, трећи пут“ (1983). Интерпретација. За: Hessischer Rundfunk II програм, 16.12.1988. (типоскрипт).

### Преводи и препеви с немачког на српски језик
- 1. Günter Weisenborn, „Zwei Männer“. Kurzgeschichte. („Два човека“. Приповетка). У: Глас омладине, Ниш, VIII, бр. 15. 1960.
- 2. Christian Morgenstern, „Zehn Gedichte“. („Десет песама“. Избор и препев). У: Видици, Београд, бр. 87, 1964.
- 3. Rolf Hochhut, „Der Stellvertreter“. Auszüge. („Намесник“. Одломци.) У: Видици, Београд, бр. 93, 1965.
- 4. Paul Celan, „Todesfuge“. (Препев: „Фуга смрти“). У: Видици, Београд, бр. 94-95, 1965.
- 5. Rainer Maria Rilke, „Die Weise von Liebe und Tod des Cornets Christoph Rilke“. (Препев: „Напев о љубави и смрти заставника Кристофа Рилкеа“). У: Књижевност, Београд, XX, 1965. pp. 389-395.
- 6. Robert Musil, „Grigia“. (Новела „Гриђа“). У: Видици, Београд, XIII, бр. 96-97, 1965. тр. 10-12.
- 7. Rolf Hochhut, „Der Stellvertreter. Ein christliches Trauerspiel in 5 Akten.“ („Намесник“. Драма у 5 чинова. Са Д. Марицки.) За Народно позориште Београд (режија Борислав Григоровић), 1966, 1967.
- 8. „Vier Themenkreise aus Musils Tagebüchern“. (Auswahl und Übersetzung aus: R. Musil, Tagebücher, Aphorismen, Essays und Reden. Hrsg. A. Frisé.) („Четири тематских кругова Музилових Дневника“). Радио Београд III програм. Емитовано у јесен 1972 (типоскрипт).
- 9. Die Geburt der modernen Literatur. Der Roman. Hrsg. A. Петров. (Рађање модерне књижевности. Роман. Избор 14 и превод девет текстова модерних немачких аутора романа као приповедачке форме), Београд, Нолит, 1975.
- 10. Thomas Mann, „Der Erzähler als Mittel der Erzählkunst“. (Iz: Die Entstehung des Dr. Faustus. Наслов преводиочев: „Приповедач као средство приповедања“). У: Рађање модерне књижевности. Роман. Београд, Нолит 1975. pp. 101-102.
- 11. Alfred Döblin, „Der Bau des epischen Werks“. („Стварање епскога дела“). У: Рађање модерне књижевности. Роман. Београд, Нолит 1975. pp. 132-136.
- 12. Heimito von Doderer, „In der Unendlichkeit des epischen Feldes“. („У бескрају епскога поља“.) У: Рађање модерне књижевности. Роман. Београд, Нолит 1975. pp. 137-239.
- 13. Robert Musil, „Die geistige Bewältigung der Welt“. (Наслов преводиочев: „Духовно овладавање светом“). У: Рађање модерне књижевности. Роман. Београд, Нолит 1975. pp. 207-210.
- 14. Hermann Broch, „Zur Übersetzung des modernen Romans“. (Из: „Anmerkungen zum Tod des Vergil.“ Преводиочев наслов српског одломка: „О превођењу модерног романа“.) У: Рађање модерне књижевности. Роман. Београд, Нолит 1975. pp. 211-215.
- 15. Hans Erich Nossack, „Der Mensch in der heutigen Literatur“. („Човек у данашњој књижевности“.) У: Рађање модерне књижевности. Роман. Београд, Нолит 1975. pp. 305-313.
- 16. Walter Höllerer, „Epiphanie als Held des Romans“. („Епифанија као јунак романа“.) У: Рађање модерне књижевности. Роман. Београд, Нолит 1975. pp. 463-465.
- 17. Walter Jens, „Uhren ohne Zeiger“. („Часовници без казаљки“.) У: Рађање модерне књижевности. Роман. Београд, Нолит 1975. pp. 470-472.
- 18. Martin Walser, „Roman oder Epos“. (Iz: Beschreibung einer Form. Versuch über Franz Kafka. – „Роман или еп“.) У: Рађање модерне књижевности. Роман. Београд, Нолит 1975. pp. 492-500.
- 19. Karl August Horst, „Optik und Akustik im heutigen Roman“. („Оптика и акустика у данашњем роману“.) У: Рађање модерне књижевности. Роман. Београд, Нолит 1975. pp. 408-414.
- 20. Bertold Brecht, Die Tage der Commune. Schauspiel in 14 Bildern. (Дани комуне. Драма у 14 слика), ТВ Београд, II програм. Режија Паоло Мађели, 1977. (типоскрипт).
- 21. Friedrich Hebbel, Maria Magdalene. Bürgerliches Trauerspiel in drei Akten. (Марија Магдалена. Грађанка трагедија у три чина) ТВ Београд, II програм. Режија Мира Траиловић, 1977 (типоскрипт).
- 22. Hermann Broch, Dichten und Erkennen. Essays. (Песништво и сазнање. Есеји), Градина, Ниш, 1979.
- 23. Ludwig Giesz, Phänomenologie des Kitsches. (са Споменком Станковић; Феноменологија кича), Београд, БИГЗ 1979.
- 24. Robert Musil, „Der mathematische Mensch“. („Математички човек“). У: Књижевна реч, Београд, 1982.
- 25. Robert Musil, „Skizze der Erkenntnis des Dichters“. („Нацрт песничког сазнања“). У: Дело, Београд, XXIX, 1983.
- 26. Robert Musil, „Über die Dummheit“. Vortrag. („О глупости“. Предавање.) У: Књижевне новине, Београд, XL, бр. 756, 1988. pp. 1, 16-17. бр. 757-758, pp. 14-15.

### Преводи и препеви са српског на немачки
- 1. Милош Црњански, „Суматра“ (Препев: „Sumatra“). За: Hessischer Rundfunk II програм, 13.12.1988.
- 2. Васко Попа, „Свиња“. (Препев: „Das Schwein“.) Za: Hessischer Rundfunk II програм, 14.12. 1988.
- 3. Петар Цветковић, „Mеланхолија“. (Препев: „Melancholie“.) За: Hessischer Rundfunk II. програм, 15.12.1988.
- 4. Миодраг Станисављевић, „Еуридика, трећи пут“. (Препев: „Eurydike, zum dritten Mal“.) За: Hessischer Rundfunk II програм, 16.12.1988.
- 5. Стеван Луковић, „Лов“. (Препев: „Der Fang“). За: Hessischer Rundfunk II програм, емитовано као „Ноћна песма“ 17.12.1988.
- 6. Милош Црњански, „Мизера“. (Препев: „Misere“.) За: Hessischer Rundfunk II програм, емитовано као „Ноћна песма“ 18.12.1988.